# 록히드 마틴 X-33
X-33은 록히드마틴과 NASA가 1990년대 SLI 계획에 편입해 미국 정부의 지원을 받아 개발하다가 2001년 2월 취소한 단발 궤도선이다. 벤처스타 이전에 발의되었던 단발 궤도선으로, X-33의 개발이 지연되며 X-33의 문제를 알게 되어 벤처스타 개발에 중요한 자료로 사용하려고 했다.

## 역사와 제작 배경
1994년, NASA는 SLI 계획에 편입해 개발할 로켓을 정했다. 이 계획의 목표는 저가 발사체 개발과 새로운 로켓 개발이었다. 이 계획의 목표에 따라 최종 후보작으로 이 로켓이 선정되었다. 선정된 뒤 개발사는 록히드마틴, NASA, 로크웰이었다. 그리고 NASA가 922만 달러, 록히드마틴이 357만 달러를 부담하고, 1999년 첫 비행, 2005년 페이로드 발사가 계획되었다. 그리고 3개의 설계도와 디자인을 각 개발사가 제출하여 록히드마틴의 설계도와 디자인이 선출되었다. 하지만 에어로스파이크 엔진과 연료 탱크 문제로 인해서 계속 발목이 잡히고 결국 이 로켓의 계획은 2001년 2월 취소된다. 이후 이 로켓의 개발 자료는 X-34와 벤처스타에 중요하게 사용되었다. 나중에 록히드마틴은 2009년 2m 모델을 만들어 실험하지만 실패한다.

## 지원, 개발, 투자
- NASA
- 록히드마틴
- 로크웰

## 같이 보기
- 아르마딜로 에어로스페이스
- 블루 오리진
- 간코마루 (우주선)
- 루나 랜더 챌린지
- 마스튼 우주 센터
- 재사용 로켓 실험
- 스카일론 우주선